# NGC 5026
NGC 5026 је спирална галаксија у сазвежђу Кентаур која се налази на NGC листи објеката дубоког неба.
Деклинација објекта је - 42° 57' 41" а ректасцензија 13h 14m 13,4s. Привидна величина (магнитуда) објекта NGC 5026 износи 11,6 а фотографска магнитуда 12,5. NGC 5026 је још познат и под ознакама ESO 269-73, MCG -7-27-48, DCL 540, IRAS 13113-4241, PGC 46023.